# Anton Koberger
Anton Koberger (vers 1440 - 3 octobre 1513) est un orfèvre, imprimeur, éditeur et libraire de détail allemand, qui imprime et fait graver, puis publie La Chronique de Nuremberg, l'un des incunables les plus fameux.
Cet entrepreneur du monde du livre, ainsi que le terme allemand Verleger le précise, véritable financier qui contrôle l'usage du papier de ses moulins à papier jusqu'à la librairie de détail en passant par l'impression ou l'imposition de motifs gravés, s'impose comme le principal éditeur de l'Europe incunable. Il réussit également en directeur d'éditions par la vente d'ouvrages à d'autres imprimeurs. Il installe dans sa ville natale de Nuremberg la première imprimerie moderne juxtaposée à un atelier de gravure en 1470.

## Biographie

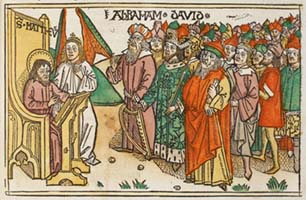
Gravure sur bois extraite de la Bible de Koberger, 1483.

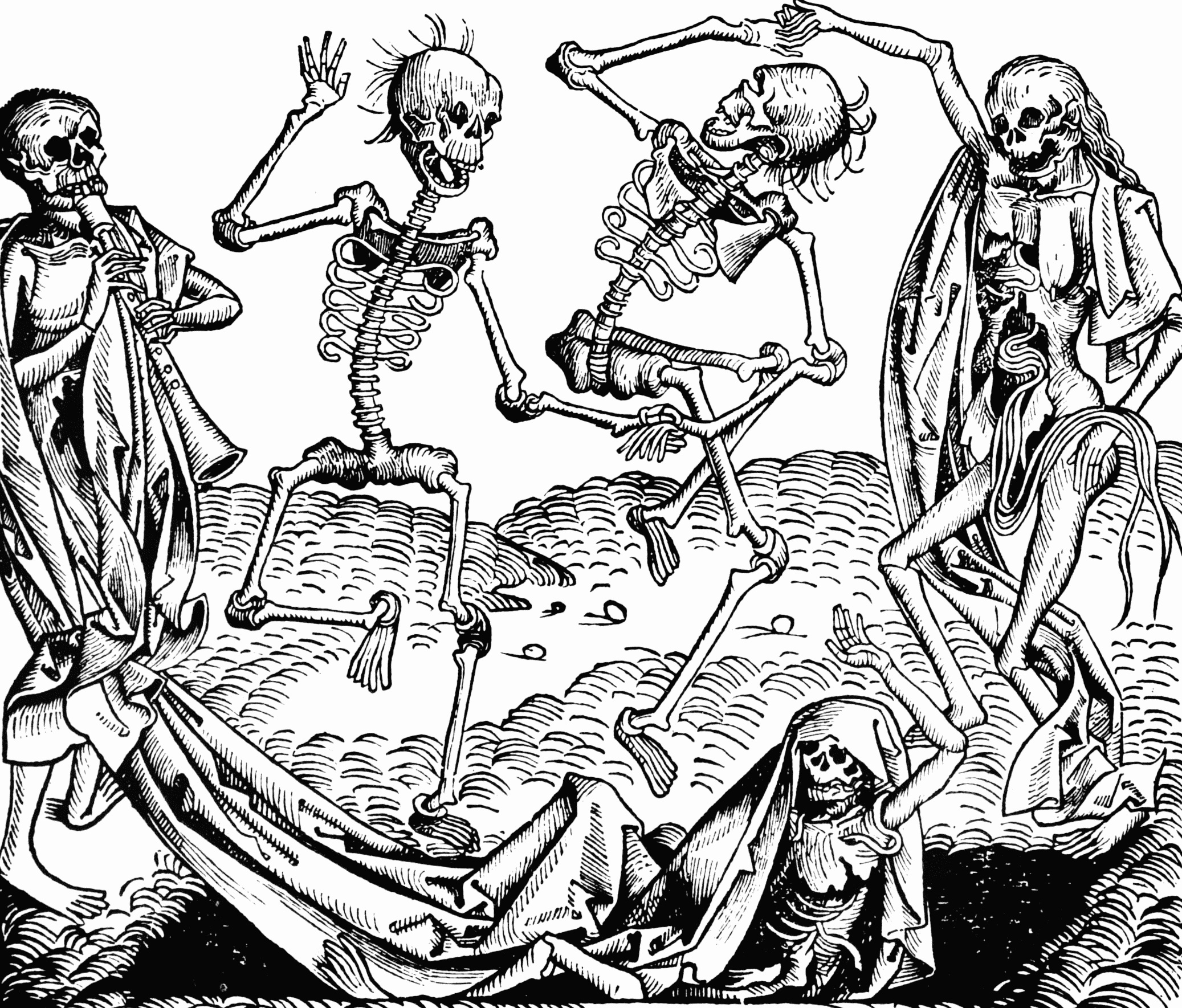
Danse de la mort, tirée de La Chronique de Nuremberg.

Anton Koberger est vers 1440, dans une famille de boulangers de Nuremberg qui étaient déjà bien établis et fait sa première apparition en 1464 dans le registre des citoyens de Nuremberg. En 1470, il épouse Ursula Ingram, puis, après sa mort, se remarie avec une personnalité de l'aristocratie de Nuremberg, Margarete Holzschuher, en 1491. On lui connait en tout vingt-cinq enfants, dont treize qui atteignent l'âge adulte.
Koberger est le parrain d'Albrecht Dürer, dont la famille vit dans la même rue. L'année qui précède la naissance de Dürer, en 1471, il cesse son activité d'orfèvre pour devenir imprimeur et éditeur. Il devient très vite le plus grand imprimeur d'Allemagne, absorbant ses rivaux au fil des années, pour finalement devenir une grande entreprise fructueuse, avec vingt-quatre presses opérationnelles imprimant de nombreuses œuvres simultanément, et employant jusqu'à 100 ouvriers (imprimeurs, compositeurs, créateurs de caractères, enlumineurs etc.). 
Améliorant sans cesse ses affaires et déployant son marché, il envoie des colporteurs afin d'établir des relations avec des libraires partout en Europe occidentale, y compris à Venise, qui est alors un autre grand centre d'imprimerie, mais aussi Milan, Paris, Lyon, Vienne et Budapest. En empruntant certainement les mêmes routes tracées par Erhard Etzlaub, les marchands ambulants qui travaillent à son service se déplacent entre les différentes succursales qu'il a ouvertes à Breslau, Cracovie, Vienne, Venise, Milan, Paris et Lyon. Pour s'approvisionner en matière première, il obtient deux papeteries.
En 1493, il publie les Chroniques de Nuremberg, illustrées de bois issus de l'atelier de Michael Wolgemut.
Sa maison d'imprimerie ne survit à sa mort que jusqu'en 1526, et sa famille qui ne souhaite pas investir dans les affaires éditoriales continue à œuvrer en tant qu'orfèvres et joaillers.